# World Class Championship Wrestling
La World Class Championship Wrestling è stata una federazione di wrestling con base a Dallas e Fort Worth (Texas) attiva fra il 1966 ed il 1990.
Il presidente della federazione era il wrestler Fritz Von Erich.
All'inizio la compagnia faceva parte del territorio della National Wrestling Alliance e si chiamava Big Time Wrestling, questa denominazione rimase fino al 1982, quando Adkisson decise di cambiarne il nome. Mickey Grant, responsabile delle trasmissioni TV della compagnia, suggerì il nome "World Class", così nacque la World Class Championship Wrestling. La WCCW operava prevalentemente nella zona di Dallas, in Texas e le arene principali dove si svolgevano i suoi eventi erano la Reunion Area, e lo Sportatorium. Nel 1986 divenne la maggiore compagnia nazionale indipendente, ma il progressivo calo degli spettatori, dopo un ulteriore cambio di denominazione in World Class Wrestling Association, nel 1990 portò alla fine della federazione che si fuse con la Continental Wrestling Association dando vita alla United States Wrestling Association.

## Storia
La federazione era affiliata al circuito NWA e fino al 1982 era denominata Big Time Wrestling, poi Adkisson decise che era tempo di cambiare il nome della compagnia. Mickey Grant, che era a capo della programmazione televisiva dello show (intitolato "Texas Championship Wrestling"), suggerì il nome World Class. La WCCW era attiva principalmente nella zona di Dallas, Texas ed organizzava eventi di wrestling alla Reunion Arena o al Dallas Sportatorium.
La World Class Championship Wrestling ebbe grande seguito e successo nel periodo 1981–1985, infrangendo record di presenze e ottenendo visibilità globale attraverso il loro programma televisivo. I booker Ken Mantell, David Von Erich, Gary Hart, Bruiser Brody e Kevin Von Erich fornivano ai fan un'azione incisiva incentrata sui popolari fratelli Von Erich. Le storyline durante questo periodo seguivano un tema ricorrente di amicizia e tradimento, con molti dei principali cattivi che furono inizialmente presentati come alleati della famiglia Von Erich, solo per poi tradirli mesi o addirittura anni dopo. Gli accordi interpromozionali e gli scambi di talenti favorirono nella WCCW la nascita di future star come Chris Adams, The Fabulous Freebirds, Jake Roberts, Mick Foley, un giovane Shawn Michaels, Gino Hernandez e Iceman King Parsons, tra gli altri.

## Personale

### Wrestler
| - Al Perez - Fritz Von Erich - Kerry Von Erich - Kevin Von Erich - David Von Erich - Chris Von Erich - Mike Von Erich - Lance Von Erich - Arman Hussein - Abdullah the Butcher - Al Madril - André the Giant - Bam Bam Bigelow - "Wild" Bill Irwin - Bill Rathke - Billy Jack Haynes - Billy The Kid - Black Bart - Black Gordman - Blue Demon - Bobby Duncum - Bobby Eaton - Bobby Fulton - Boris Zurkhov - Brian Adias - Brickhouse Brown - "Roughhouser" Bruiser Brody - Buck Zumhofe - Buddy Roberts - "Playboy" Buddy Rose - Bugsy McGraw - "Hacksaw" Butch Reed - Buzz Sawyer - Big John Studd - Cactus Jack Manson - Chavo Guerrero - Les Thornton | - Chick Donovan - Chris Adams - Chris Youngblood - Dingo Warrior - Brutus Beefcake - Dory Funk Jr. - Mr. Ebony - El Santo - El Solitario - Eli the Eliminator - Eric Embry - "The Big Cat" Ernie Ladd - Frank Dusek - Gary Hart (wrestler e manager) - Gene Anderson - "Handsome" Gino Hernandez - Gran Markus - The Great Kabuki - Harley Race - Jack Victory - Jake Roberts - Jeanie Clarke - Jeep Swenson - Jeff Jarrett - Jerry "The King" Lawler - Jim Cornette (manager) - Jim Powers - "Gorgeous" Jimmy Garvin - "Superfly" Jimmy Snuka - Jimmy Jack Funk - Johnny Mantell - Johnny Valentine - John Tatum - José Lothario - Judy Martin - Jules Strongbow | - Junkyard Dog - Kamala - Killer Karl Krupp - Kelly Kiniski - Kendall Windham - Kevin Sullivan - Killer Khan - Killer Tim Brooks - King Kong Bundy - "Iceman" King Parsons - Koko B. Ware - Little Coco - Lola Gonzales - Magic Dragon - Mark Lewin - Mark Youngblood - Matt Osborne - Master Gee - Michael "P.S" Hayes - Mike Bond - The Missing Link - Missy Hyatt (Manager) - Mil Máscaras - The Mongol - The Great N'Tollah Yatsu - Nick Kiniski - Nord The Barbarian - Norvell Austin - Ole Anderson - One Man Gang - "Butcher" Paul Vachon - Percy Pringle III - Precious - Princess Victoria - The Punisher - "Nature Boy" Ric Flair | - Rick Rude - Rip Oliver - Rock Rebel - Ron Starr - The Samoan - Scott Casey - Shawn Michaels - General Skandar Akbar - The Spoiler - Stan Hansen - Stan "The Man" Stasiak - Steve Austin - Steve Cox - Steven Regal - Steve Simpson - "Dr. Death" Steve Williams - Steven Dunne - Sunshine - The Super Destroyer - Super Fly - Ted Arcidi - Terry Funk - Terry Gordy - Terry Taylor - Tom Renesto Jr. - Thunderbolt Patterson - Tojo Yamamoto - Tommy Rogers - The Barbarian - Toni Adams - Tony Atlas - Professor Toru Tanaka - Vicky Carranza - Wahoo McDaniel |

### Tag team e stable
- The Von Erichs (Fritz Von Erich, Kerry Von Erich, Kevin Von Erich, David Von Erich, Chris Von Erich, Mike Von Erich e Lance Von Erich)
- The Fabulous Freebirds (Michael "P.S." Hayes, Terry Gordy, Buddy Roberts)[2]
- H. & H. Limited (Arman Hussein, Gary Hart, Bugsy McGraw, King Kong Bundy, "Wild"Bill Irwin, Checkmate, Killer Brooks, Ten Gu, The Great Kabuki e Magic Dragon)
- Devastation Inc. (Skandor Akbar, King Kong Bundy, Missing Link, The Great Kabuki, "Wild"Bill Irwin, The Mongol, Kamala, Super Fly, Super Destroyer #1 e Super Destroyer #2)
- The Minnesota Wrecking Crew (Ole e Gene Anderson)
- Bugsy McGraw e King Kong Bundy
- Gino Hernandez, Chris Adams e Jake Roberts
- The Great Kabuki e Magic Dragon
- The Super Destroyers (Super Destroyer #1 e Super Destroyer #2)
- Rock "N" Soul (Iceman King Parsons e Buck Zumhofe)
- Iceman King Parsons e Terry Taylor
- Mark Lewin, Killer Tim Brooks e One Man Gang
- Killer Tim Brooks e Stan Hansen
- Killer Tim Brooks e Stan Stasiak
- Gary Hart e The Spoiler
- Thunderbolt Patterson e Professor Toru Tanaka
- Wahoo McDaniel e Thunderbolt Patterson
- Johnny Valentine e Thunderbolt Patterson
- Johnny Mantell e "Gentleman" Chris Adams
- The Samoan Swat Team (Samu & Fatu)
- The Wild Riders ("Wild" Bill Irwin" e Scott Irwin)

### Annunciatori
- Dan Coates
- George Preston
- Boyd Pierce
- Joe Rinelli
- Bill Mercer
- Marc Lowrance
- Ralph Pulley
- Craig Johnson
- Gene Summers, 1981
- Doyle King

### Arbitri
- Danny "Bulldog" Plechas
- Dick Raines
- Marvin Jones
- Tully Blanchard (metà anni '70)
- David Manning
- Bronko Lubich
- Fred St. Clair
- Rick Hazzard
- John Keaton
- Harold Harris
- James Beard
- Nick Roberts
- Cowboy Tony Falk

## Eventi della WCCW
- WCCW Parade of Champions
- WCCW Cotton Bowl Extravaganza
- WCCW Holiday Star Wars
- WCCW Wrestling Star Wars
- WCCW Fritz Von Erich Retirement Show
- WCCW Cotton Bowl Firecracker Special
- WCCW Super Summer Bash

## Titoli della World Class
- CWA Southwestern Heavyweight Championship
- NWA Brass Knuckles Championship (Texas version) - ribattezzato NWA Texas Hardcore Championship nel 1999
- NWA Texas Heavyweight Championship - ribattezzato prima WCWA Texas Heavyweight Championship e poi NWA Texas Heavyweight Championship nel 1998
- NWA Texas Tag Team Championship - fu rinominato WCWA Texas Tag Team Championship dopo la fuoriuscita della WCCW dal consorzio NWA. Ribattezzato NWA Texas Tag Team Championship nel 1998.
- WCWA World Heavyweight Championship - noto anche come NWA American Heavyweight Championship fino alla fuoriuscita della WCCW dal consorzio NWA nel febbraio 1986
- WCWA World Light Heavyweight Championship
- WCWA World Six-Man Tag Team Championship - noto anche come WCCW World Six-Man Tag Team Championship fino alla fuoriuscita della WCCW dal consorzio NWA nel febbraio 1986
- WCWA World Tag Team Championship - noto anche come NWA American Tag Team Championship fino alla fuoriuscita della WCCW dal consorzio NWA nel febbraio 1986
- WCCW Middle Eastern Championship
- WCCW Television Championship